# Actio exercitoria
Actio exercitoria – w prawie rzymskim powództwo przeciwko zwierzchnikowi familijnemu ze zobowiązań osób mu podległych (niewolników, alieni iuris), zaciągniętych w związku prowadzeniem zarobkowej żeglugi.

## Charakterystyka powództwa
Zobowiązania, zawarte przez osoby podległe władzy, w zasadzie nie obciążały ich zwierzchników. Wyjątkiem były sytuacje, w których zobowiązania zostały zaciągnięte za jego przyzwoleniem lub z ich polecenia. Ochronie roszczeń wierzycieli służyły pretorskie powództwa o charakterze dodatkowym, do których należało actio exercitoria.
Zwierzchnik odpowiadał za zobowiązania zaciągnięte przez osobę mu podległą, pełniącą funkcje kapitana statku (magister navis).